# 흰목숲쥐
흰목숲쥐(Neotoma albigula)는 비단털쥐과에 속하는 설치류의 일종이다. 멕시코 중부 지역부터 북쪽으로 미국 유타주와 콜로라도주에서 발견된다. 미국 서부에서 주로 발견되는 종으로 텍사스주 서부와 캘리포니아주에서도 발견된다. 뉴멕시코주 리오그란데강 동부와 텍사스주 트랜스-페코스 지형지역에 서식하는 개체군은 흰이숲쥐로 분류하고 있다.